# Araneus pecuensis
Araneus pecuensis är en spindelart som först beskrevs av Karsch 1881.  Araneus pecuensis ingår i släktet Araneus och familjen hjulspindlar. Inga underarter finns listade i Catalogue of Life.